# Hagerman (Nuevo México)
Hagerman es un pueblo ubicado en el condado de Chaves en el estado estadounidense de Nuevo México. En el Censo de 2010 tenía una población de 1257 habitantes y una densidad poblacional de 351,94 personas por km².

## Geografía
Hagerman se encuentra ubicado en las coordenadas 33°6′57″N 104°19′56″O / 33.11583, -104.33222. Según la Oficina del Censo de los Estados Unidos, Hagerman tiene una superficie total de 3.57 km², de la cual 3.57 km² corresponden a tierra firme y (0.07%) 0 km² es agua.

## Demografía
Según el censo de 2010, había 1257 personas residiendo en Hagerman. La densidad de población era de 351,94 hab./km². De los 1257 habitantes, Hagerman estaba compuesto por el 64.36% blancos, el 0.72% eran afroamericanos, el 1.27% eran amerindios, el 0.48% eran asiáticos, el 0.08% eran isleños del Pacífico, el 31.03% eran de otras razas y el 2.07% pertenecían a dos o más razas. Del total de la población el 66.27% eran hispanos o latinos de cualquier raza.